# Episodi di Avventure in fondo al mare (quarta stagione)
La quarta stagione della serie televisiva Avventure in fondo al mare è andata in onda negli Stati Uniti dal 7 gennaio 1961 al 23 settembre 1961 in syndication.
| nº | Titolo originale     | Prima TV USA      | Titolo italiano | Prima TV Italia |
| -- | -------------------- | ----------------- | --------------- | --------------- |
| 1  | Point of No Return   | 7 gennaio 1961    |                 |                 |
| 2  | River Treasure       | 14 gennaio 1961   |                 |                 |
| 3  | The Destroyers       | 21 gennaio 1961   |                 |                 |
| 4  | Vital Error          | 28 gennaio 1961   |                 |                 |
| 5  | The Dancer           | 4 febbraio 1961   |                 |                 |
| 6  | Sperling of Lamatsue | 11 febbraio 1961  |                 |                 |
| 7  | Rescue               | 18 febbraio 1961  |                 |                 |
| 8  | Mercy Trip           | 25 febbraio 1961  |                 |                 |
| 9  | Hot Tracer           | 4 marzo 1961      |                 |                 |
| 10 | Sonar Story          | 11 marzo 1961     |                 |                 |
| 11 | Amigo                | 18 marzo 1961     |                 |                 |
| 12 | The Aquanettes       | 25 marzo 1961     |                 |                 |
| 13 | Survival Kit         | 1º aprile 1961    |                 |                 |
| 14 | Expedition           | 8 aprile 1961     |                 |                 |
| 15 | Bionics              | 15 aprile 1961    |                 |                 |
| 16 | The Defector         | 22 aprile 1961    |                 |                 |
| 17 | Niko                 | 29 aprile 1961    |                 |                 |
| 18 | Cougar               | 6 maggio 1961     |                 |                 |
| 19 | Sub Hatch            | 13 maggio 1961    |                 |                 |
| 20 | The Octopus Story    | 20 maggio 1961    |                 |                 |
| 21 | Quicksand            | 27 maggio 1961    |                 |                 |
| 22 | Lost Island          | 3 giugno 1961     |                 |                 |
| 23 | Baby                 | 10 giugno 1961    |                 |                 |
| 24 | Confidential Mission | 17 giugno 1961    |                 |                 |
| 25 | Underwater Pirates   | 24 giugno 1961    |                 |                 |
| 26 | The Meet             | 1º luglio 1961    |                 |                 |
| 27 | Dark Evil            | 8 luglio 1961     |                 |                 |
| 28 | Sunken Car           | 15 luglio 1961    |                 |                 |
| 29 | Hit and Run          | 22 luglio 1961    |                 |                 |
| 30 | The Saint Story      | 29 luglio 1961    |                 |                 |
| 31 | Impostor             | 5 agosto 1961     |                 |                 |
| 32 | Superman             | 12 agosto 1961    |                 |                 |
| 33 | Roustabout           | 19 agosto 1961    |                 |                 |
| 34 | P.T. Boat            | 26 agosto 1961    |                 |                 |
| 35 | Starting Signal      | 2 settembre 1961  |                 |                 |
| 36 | Skipper              | 9 settembre 1961  |                 |                 |
| 37 | Crime at Sea         | 16 settembre 1961 |                 |                 |
| 38 | Round Up             | 23 settembre 1961 |                 |                 |

## Point of No Return
- Prima televisiva: 7 gennaio 1961
- Diretto da: Leon Benson
- Scritto da: William Barada

### Trama
- Guest star: Ronald Brown (Vic Jennings), Tom West, Ross Elliott (tenente Dave Tulley), Franco Corsaro (Antone), Paul Birch (dottor Bainbridge), Joyce Meadows (Dorothy Maybrook)

## River Treasure
- Prima televisiva: 14 gennaio 1961
- Diretto da: Leon Benson
- Scritto da: William Barada

### Trama
- Guest star: Linda Lawson (Jill Marzack), Anthony Caruso (Tom Marzack)

## The Destroyers
- Prima televisiva: 21 gennaio 1961

### Trama
- Guest star: Karl Held, Harlan Warde, Paul Maxwell, Ross Elliott (tenente Dave Tulley)

## Vital Error
- Prima televisiva: 28 gennaio 1961
- Diretto da: Leon Benson
- Scritto da: Stanley H. Silverman, Richard P. McDonagh

### Trama
- Guest star: Jack Warford, Nancy Reynolds, Ross Elliott (tenente Dave Tulley), William Woodson, Aline Towne, Reed Hadley

## The Dancer
- Prima televisiva: 4 febbraio 1961
- Diretto da: Leon Benson
- Scritto da: Scott Flohr, E. M. Parsons

### Trama
- Guest star: John Hackett, William C. Flaherty, Dona Lorenson (Anna Bella Nova)

## Sperling of Lamatsue
- Prima televisiva: 11 febbraio 1961
- Diretto da: Leon Benson
- Scritto da: Sylvia Drake

### Trama
- Guest star: Al Santos, Kimo Mahi, Sharon Bercutt, John Barclay

## Rescue
- Prima televisiva: 18 febbraio 1961
- Diretto da: Monroe P. Askins
- Scritto da: Jack Rock

### Trama
- Guest star: Sue Randall, Jack Ging, Ross Elliott (tenente Dave Tulley)

## Mercy Trip
- Prima televisiva: 25 febbraio 1961

### Trama
- Guest star: Vitina Marcus, Gregory Gaye, Ken Drake (dottor Levy)

## Hot Tracer
- Prima televisiva: 4 marzo 1961

### Trama
- Guest star: Darlene Tompkins, Robert Montgomery Jr., Tyler McVey, Wayne Mallory

## Sonar Story
- Prima televisiva: 11 marzo 1961

### Trama
- Guest star: Joseph Breen, Mark Dana, Phil Dean, Joan Patrick, Juli Reding

## Amigo
- Prima televisiva: 18 marzo 1961
- Scritto da: Ted Hartman, Earl Barret

### Trama
- Guest star: Eugène Martin, Rafael López, Noel Drayton, Vikki Dugan (Cheryl Carter)

## The Aquanettes
- Prima televisiva: 25 marzo 1961

### Trama
- Guest star: Nan Adams, Valerie Allen, Mary Lawrence, Gloria Marshall

## Survival Kit
- Prima televisiva: 1º aprile 1961
- Diretto da: Leon Benson
- Scritto da: Don Archer

### Trama
- Guest star: King Moody, Gertrude Michael, Paul Dixon, Bill Berger

## Expedition
- Prima televisiva: 8 aprile 1961
- Diretto da: Leon Benson
- Scritto da: Mary C. McCall, Jr.

### Trama
- Guest star: Irene Tedrow, Mike Steen, Robert F. Simon, Lisabeth Hush

## Bionics
- Prima televisiva: 15 aprile 1961
- Diretto da: Monroe P. Askins
- Scritto da: Jack Kelsey

### Trama
- Guest star: Kathryn Drayton, Robert Karnes

## The Defector
- Prima televisiva: 22 aprile 1961
- Diretto da: Leon Benson
- Scritto da: Richard P. McDonagh

### Trama
- Guest star: Charles Swain, Robert Sampson, Ted Knight, Lili Kardell, Francis Bethencourt

## Niko
- Prima televisiva: 29 aprile 1961

### Trama
- Guest star: Lane Bradford, William C. Flaherty, Dale Ishimoto

## Cougar
- Prima televisiva: 6 maggio 1961

### Trama
- Guest star: Robert Ridgely, Susan Silo

## Sub Hatch
- Prima televisiva: 13 maggio 1961

### Trama
- Guest star: George Johnson, John Hudson, Bill Edwards

## The Octopus Story
- Prima televisiva: 20 maggio 1961

### Trama
- Guest star: Ken Curtis, Jan Harrison

## Quicksand
- Prima televisiva: 27 maggio 1961

### Trama
- Guest star: Corey Allen, Kathie Browne (Eleana Dales), Ric Marlow

## Lost Island
- Prima televisiva: 3 giugno 1961

### Trama
- Guest star: Roy Dean, Bob Shield

## Baby
- Prima televisiva: 10 giugno 1961
- Diretto da: Leon Benson
- Scritto da: Stanley H. Silverman

### Trama
- Guest star: John Zaremba (dottor Brewnie), Beau Bridges (Warren Tucker), Denise Alexander (Carolyn Tucker)

## Confidential Mission
- Prima televisiva: 17 giugno 1961

### Trama
- Guest star: Jan Arvan, Terry Becker, Dehl Berti, Ken Drake

## Underwater Pirates
- Prima televisiva: 24 giugno 1961

### Trama
- Guest star: Nan Peterson, Ron Hayes, John Considine, Robert Christian, Stewart Bradley

## The Meet
- Prima televisiva: 1º luglio 1961

### Trama
- Guest star: Lorrie Richards, Larry Pennell, Richard Evans, Robert Clarke, Bill Catching

## Dark Evil
- Prima televisiva: 8 luglio 1961

### Trama
- Guest star: James Forrest, Peter Forster, Margie Regan, Michael Whalen

## Sunken Car
- Prima televisiva: 15 luglio 1961

### Trama
- Guest star: Dan White, John Marley, Don Devlin

## Hit and Run
- Prima televisiva: 22 luglio 1961

### Trama
- Guest star: Patrick Waltz, Nancy Valentine, John Rodney, Barbara Frederick, Terry Becker

## The Saint Story
- Prima televisiva: 29 luglio 1961

### Trama
- Guest star: Salvador Baguez, Victor Buono, Pilar Del Rey, Nestor Paiva

## Impostor
- Prima televisiva: 5 agosto 1961

### Trama
- Guest star: Walter Reed, Jean Porter, John Bryant

## Superman
- Prima televisiva: 12 agosto 1961
- Scritto da: Frank Grenville

### Trama
- Guest star: Russ Conway, Sue Randall

## Roustabout
- Prima televisiva: 19 agosto 1961
- Diretto da: Leon Benson
- Scritto da: Don Archer

### Trama
- Guest star: Kenneth Tobey (Pete Butler), Anna Navarro (Maria), Rodolfo Hoyos, Jr. (poliziotto), David Renard (Durango Lima)

## P.T. Boat
- Prima televisiva: 26 agosto 1961
- Diretto da: Leon Benson
- Scritto da: Don Archer

### Trama
- Guest star: Ken Roberts, Lisabeth Hush (Linda Calway), Kelton Garwood (Kendrick Calway)

## Starting Signal
- Prima televisiva: 2 settembre 1961

### Trama
- Guest star: Ross Elliott, Thomas Nello, Robert F. Simon

## Skipper
- Prima televisiva: 9 settembre 1961

### Trama
- Guest star: Jana Lund, Mark Andrews

## Crime at Sea
- Prima televisiva: 16 settembre 1961
- Diretto da: Leon Benson
- Scritto da: Stanley H. Silverman

### Trama
- Guest star: Bob Gilbreath, John Rodney (avvocato della difesa), Bruce Dern (John Furillo), Ric Marlow (Robert Lewis Bates), Ken Drake (George Morton), Lane Bradford, Harry Lauter (John Morton), Sue Randall (Peg Nicholson), Chris Robinson (Kelsey), Keith Andes (Todd Webster)

## Round Up
- Prima televisiva: 23 settembre 1961
- Diretto da: Leon Benson

### Trama
- Guest star: William C. Flaherty (Coast Guard Commander), Jack Nicholson (John Stark)
- Scritto da: Stanley H. Silverman, E. M. Parsons